# Зембах
Зембах (нім. Sembach) — громада в Німеччині, розташована в землі Рейнланд-Пфальц. Входить до складу району Кайзерслаутерн. Складова частина об'єднання громад Енкенбах-Альзенборн.
Площа — 5,49 км2. Населення становить 1155 ос. (станом на 31 грудня 2020).

## Галерея

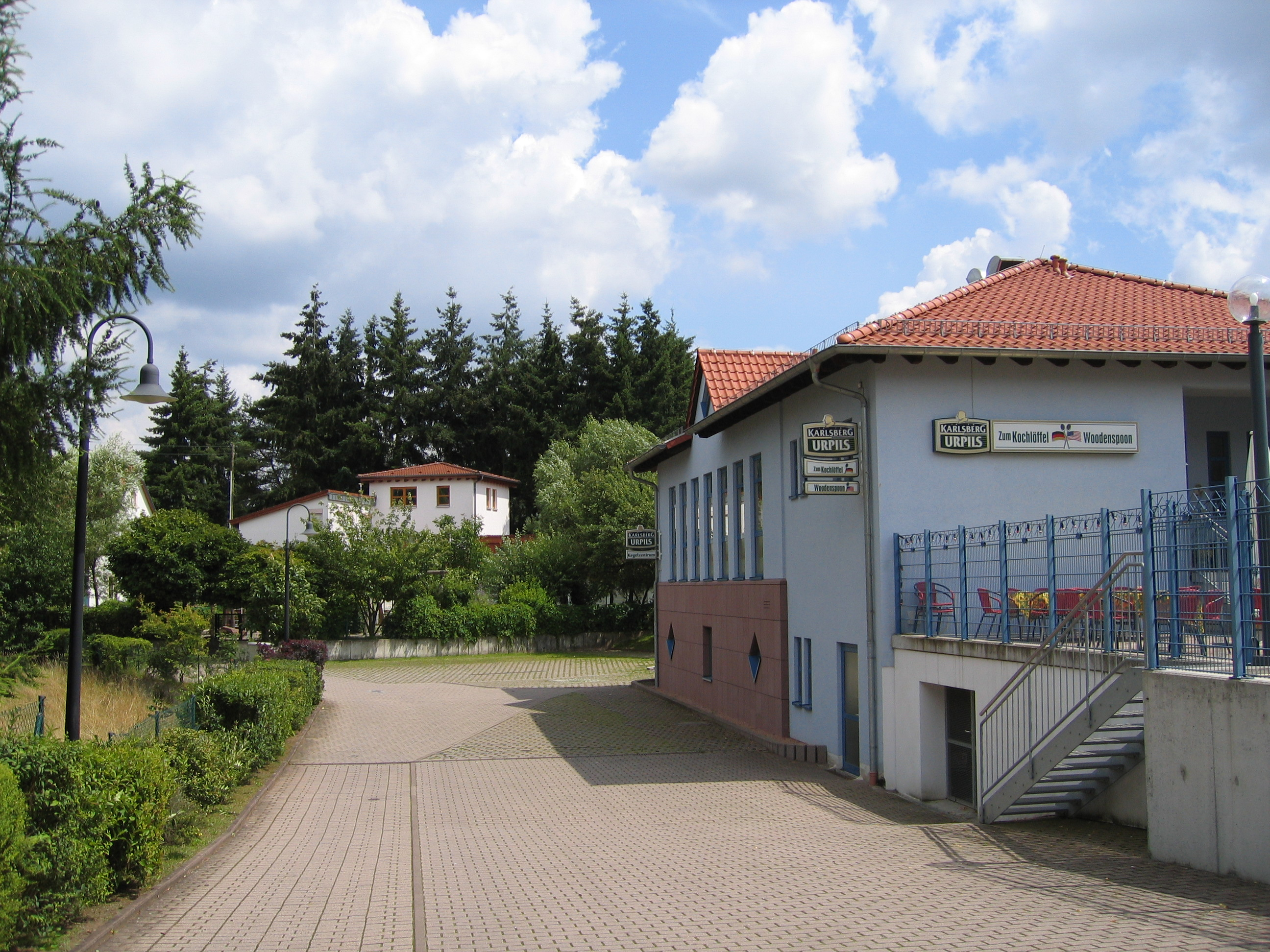
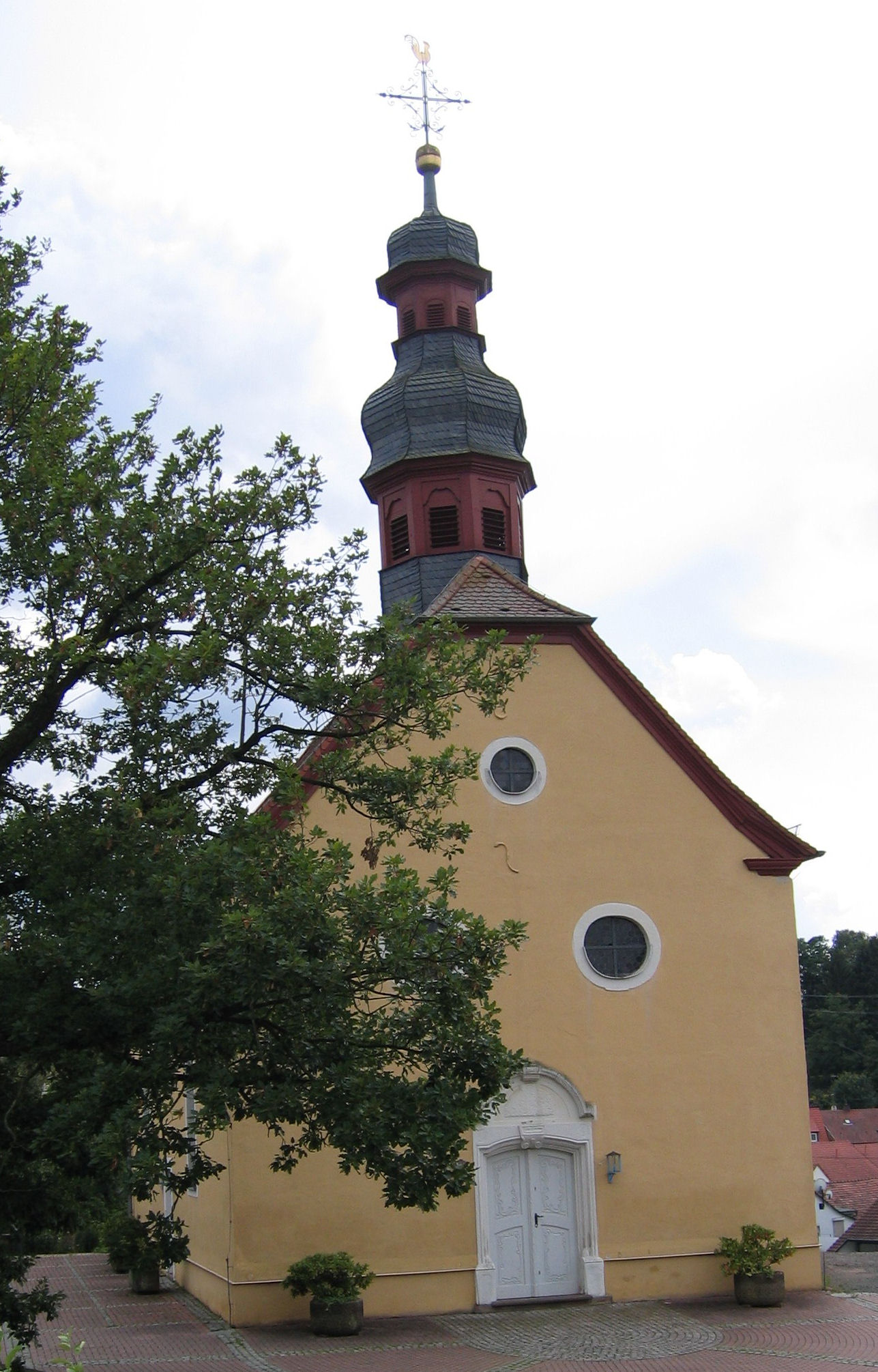
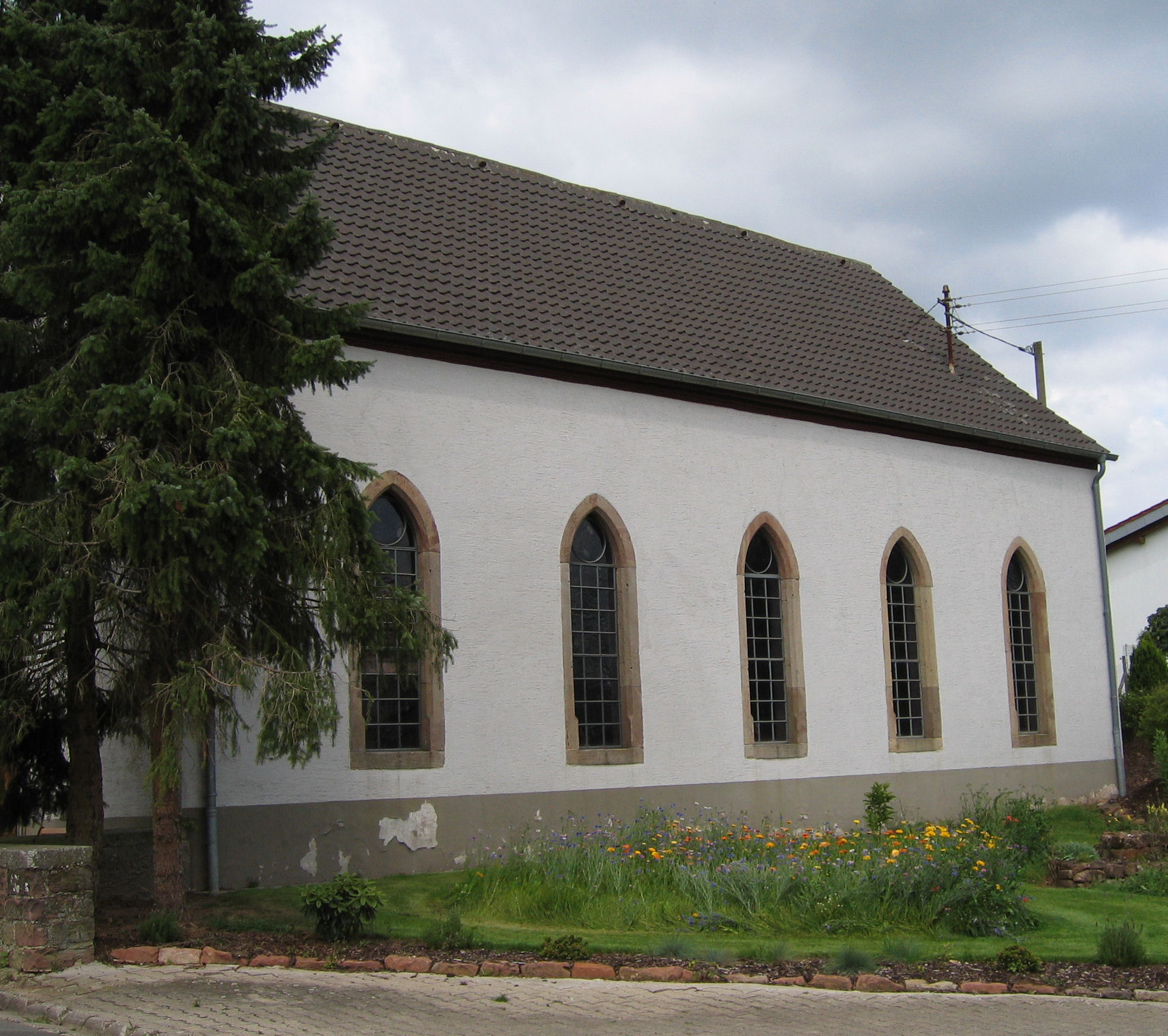
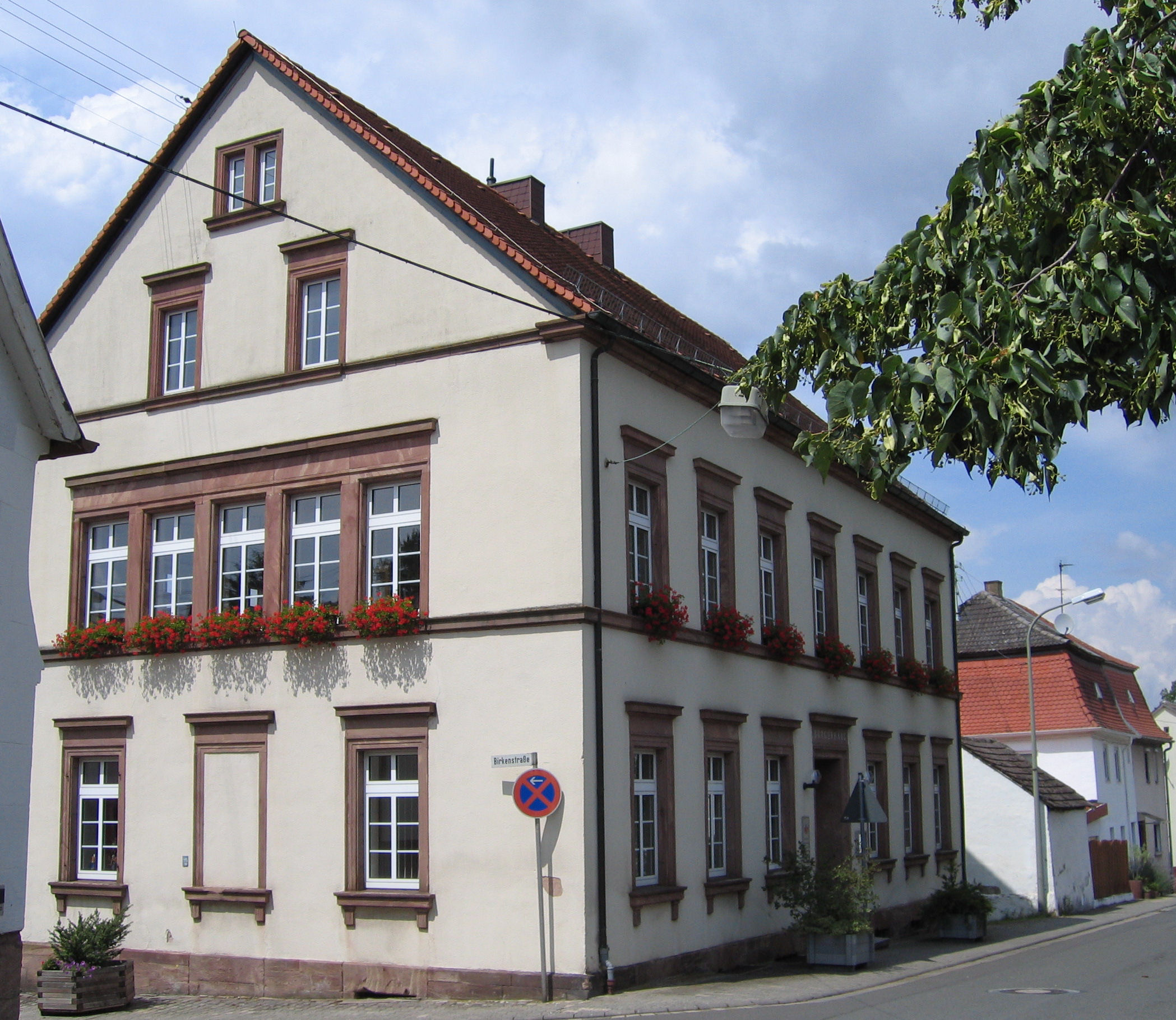